# A Serenade by Proxy
A Serenade by Proxy è un cortometraggio muto del 1913 diretto da C.J. Williams.

## Trama
La figlia di un agricoltore aiuta un bracciante a conquistare il cuore della cuoca, convincendolo a farle una serenata. I risultati saranno inaspettati.

## Produzione
Il film fu prodotto dalla Edison Company.

## Distribuzione
Distribuito dalla General Film Company, il film - un cortometraggio in una bobina - uscì nelle sale cinematografiche statunitensi il 29 gennaio 1913. Nel Regno Unito, venne distribuito il 12 aprile 1913.
Una copia del film è conservata negli archivi del Museum of Modern Art (Thomas A. Edison, Incorporated, collection)..